# Drosophila pruinosa
Drosophila pruinosa är en tvåvingeart som beskrevs av Oswald Duda 1940. Drosophila pruinosa ingår i släktet Drosophila och familjen daggflugor.
Artens utbredningsområde är Centralafrika.